# 2824 Franke
2824 Franke este un asteroid din centura principală, descoperit pe 4 februarie 1934 de Karl Reinmuth.